# Harraiya
Harraiya es un pueblo y nagar Panchayat situado en el distrito de Basti en el estado de Uttar Pradesh (India). Su población es de 9158 habitantes (2011). 

## Demografía
Según el  censo de 2011 la población de Harraiya era de 9158 habitantes, de los cuales 4817 eran hombres y 4341 eran mujeres. Harraiya tiene una tasa media de alfabetización del 79,84%, superior a la media estatal del 67,68%: la alfabetización masculina es del 85,97%, y la alfabetización femenina del 73,06%.